# FIRA European Sevens 2005
Navigation
FIRA European Sevens 2004 FIRA European Sevens 2006
Le FIRA European Sevens 2005 est la quatrième édition de la plus importante compétition européenne de rugby à sept. Elle se déroule à l'été 2005 et est organisée par la FIRA-AER. La finale voit la victoire du Portugal 28 à 22 sur la Russie.